# Saint-Parres-aux-Tertres
Saint-Parres-aux-Tertres is een gemeente in het Franse departement Aube (regio Grand Est). De plaats maakt deel uit van het arrondissement Troyes. Saint-Parres-aux-Tertres telde op 1 januari 2022 3.214 inwoners.

## Geografie
De oppervlakte van Saint-Parres-aux-Tertres bedroeg op 1 januari 2022 11,82 vierkante kilometer; de bevolkingsdichtheid was toen 271,9 inwoners per km².
De onderstaande kaart toont de ligging van Saint-Parres-aux-Tertres met de belangrijkste infrastructuur en aangrenzende gemeenten.

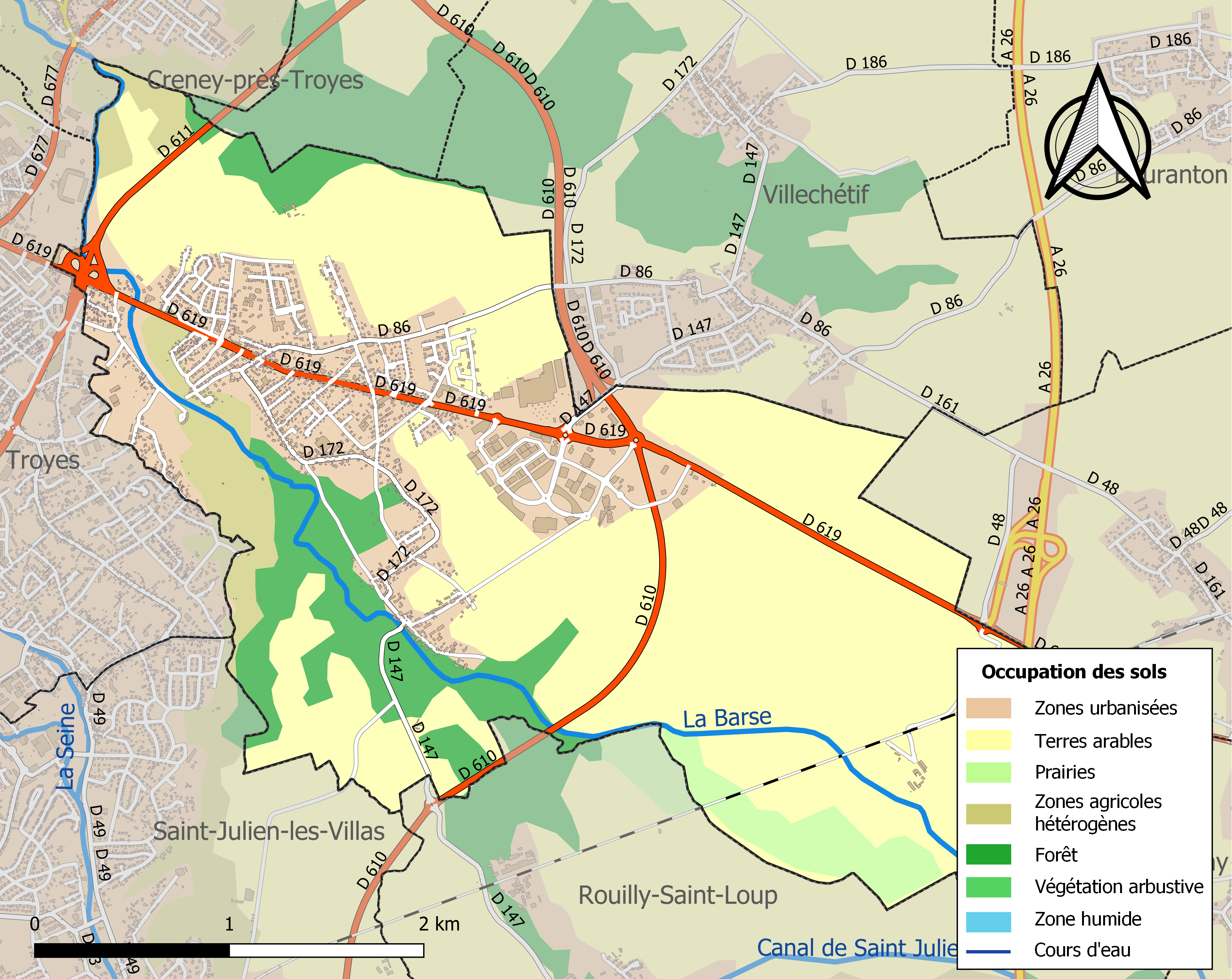

## Demografie
Onderstaande figuur toont het verloop van het inwonertal (bron: INSEE-tellingen).

Vanwege een beveiligingsprobleem met de MediaWiki Graph-software is het momenteel niet mogelijk deze grafiek weer te geven. Zodra de software is bijgewerkt zal de grafiek vanzelf weer zichtbaar worden.